# Lijst van schilderijen in het Rijksmuseum Amsterdam/Va-Vm
Lijst van schilderijen in het Rijksmuseum Amsterdam met werken van schilders van wie de achternaam begint met de letters Va t/m Vm. Vermeldingen in het grijs geven aan dat het werk geen deel meer uitmaakt van de collectie van het Rijksmuseum, bijvoorbeeld omdat het in bruikleen gegeven is aan een andere instelling of omdat het teruggegeven is aan de bruikleengever.
| Inventarisnummer | Toeschrijving                                      | Titel | Datering      | Afbeelding |
| ---------------- | -------------------------------------------------- | --- | ------------- | ---------- |
| SK-A-1663        | Bernard Vaillant                                   | Portret van Johannes Parker | 1670          |            |
| SK-A-1292        | Wallerant Vaillant                                 | Portret van Maria van Oosterwijck | 1671          |            |
| SK-C-22          | Wallerant Vaillant                                 | Portretten van Pieter de Graeff en Jacoba Bicker | 1674          |            |
| SK-C-23          | Wallerant Vaillant                                 | Portretten van Pieter de Graeff en Jacoba Bicker | 1674          |            |
| SK-A-1192        | Toegeschreven aan Wallerant Vaillant               | Portret van een jonge vrouw met drie kinderen | 1650-1677     |            |
| SK-C-39          | Toegeschreven aan Wallerant Vaillant               | Portretten van Jan Gerritsz. Bicker en Agneta de Graeff | 1650-1700     |            |
| SK-C-40          | Toegeschreven aan Wallerant Vaillant               | Portretten van Jan Gerritsz. Bicker en Agneta de Graeff | 1650-1700     |            |
| SK-A-1254        | Toegeschreven aan Wallerant Vaillant               | Portret van een vrouw | 1660-1677     |            |
| SK-A-1401        | H. de Valck                                        | Portretten van Hans Willem, baron van Aylva, genoemd 'de ontzaglijke generaal', en Frouck, barones van Aylva                                                                                       | 1693-1717     |            |
| SK-A-1402        | H. de Valck                                        | Portretten van Hans Willem, baron van Aylva, genoemd 'de ontzaglijke generaal', en Frouck, barones van Aylva                                                                                       | 1693-1717     |            |
| SK-A-1506        | Frederik van Valckenborch                          | Bergachtig landschap | 1605          |            |
| SK-A-1559        | Lucas van Valckenborch                             | Bergachtig landschap | 1582          |            |
| SK-A-3920        | Werner van den Valckert                            | Portret van een goudsmid, waarschijnlijk, Bartholomeus Jansz. van Assendelft | 1617          |            |
| SK-C-417         | Werner van den Valckert                            | Vier regenten en de binnenvader van het leprozenhuis te Amsterdam | 1624          |            |
| SK-C-419         | Werner van den Valckert                            | Drie regentessen en de binnenmoeder van het Leprozenhuis te Amsterdam | 1624          |            |
| SK-C-397         | Werner van den Valckert                            | Schutters van de compagnie van kapitein Albert Burgh | 1625          |            |
| SK-A-5085        | Hendrik Valk                                       | Zelfportret met boeddhaplankje | 1933          |            |
| SK-A-5086        | Hendrik Valk                                       | Zelfportret | 1938          |            |
| SK-C-1821        | Toegeschreven aan Dirk Valkenburg                  | Een oehoe met andere vogels in een landschap | Ca. 1690-1700 |            |
| SK-A-1240        | Dirk Valkenburg                                    | West-Indische vogels | 1701          |            |
| SK-A-4075        | Dirk Valkenburg                                    | Plantage in Suriname | 1707          |            |
| SK-A-2097        | Dirk Valkenburg                                    | Stilleven met dode haas en patrijzen | 1717          |            |
| SK-C-1559        | Hendrik Valkenburg                                 | Portret van Pieter Harme Witkamp | 1883          |            |
| SK-A-1514        | Jean François Valois                               | Landschap | 1800-1853     |            |
| SK-A-1148        | Jean François Valois                               | De Kalvermarkt te Den Haag | 1805-1808     |            |
| SK-C-1823        | JCJ Vanderheyden                                   | Zonder titel | 1965          |            |
| SK-A-1998        | Jean Baptiste Vanmour                              | De grootvizier steekt de Atmeydanı (hippodroom) over | 1720-1737     |            |
| SK-A-1999        | Jean Baptiste Vanmour                              | Derwisjen aan de maaltijd | 1720-1737     |            |
| SK-A-2000        | Jean Baptiste Vanmour                              | Turkse bruiloft | 1720-1737     |            |
| SK-A-2001        | Jean Baptiste Vanmour                              | Armeense bruiloft | 1720-1737     |            |
| SK-A-2002        | Jean Baptiste Vanmour                              | Griekse bruiloft | 1720-1737     |            |
| SK-A-2003        | Jean Baptiste Vanmour                              | Kraamkamer van een voorname Turkse vrouw | 1720-1737     |            |
| SK-A-2004        | Jean Baptiste Vanmour                              | Maaltijd van voorname Turkse vrouwen | 1720-1737     |            |
| SK-A-2005        | Jean Baptiste Vanmour                              | De eerste schooldag | 1720-1737     |            |
| SK-A-2006        | Jean Baptiste Vanmour                              | Turkse vrouwen in de omgeving van Istanbul | 1720-1737     |            |
| SK-A-2007        | Jean Baptiste Vanmour                              | Damesfeest in Hünkâr İskelesi aan de Bosporus | 1720-1737     |            |
| SK-A-2009        | Jean Baptiste Vanmour                              | Griekse mannen en vrouwen dansen de khorra | 1720-1737     |            |
| SK-A-2010        | Jean Baptiste Vanmour                              | Armeens gezelschap bij het kaartspel | 1720-1737     |            |
| SK-A-2011        | Jean Baptiste Vanmour                              | Feestende Turkse hovelingen voor een tent | 1720-1737     |            |
| SK-A-2041        | Jean Baptiste Vanmour                              | Turkse vrouw | Ca. 1720-1737 |            |
| SK-A-2042        | Jean Baptiste Vanmour                              | Turkse vrouw voor haar borduurraam | Ca. 1720-1737 |            |
| SK-A-4081        | Jean Baptiste Vanmour                              | Dansende derwisjen | Ca. 1720-1737 |            |
| SK-A-4084        | Jean Baptiste Vanmour                              | Gezicht op Istanbul vanuit de Nederlandse ambassade in Pera | Ca. 1720-1737 |            |
| SK-A-1996        | Jean Baptiste Vanmour                              | Portret van Cornelis Calkoen | 1726-1744     |            |
| SK-A-4076        | Jean Baptiste Vanmour                              | Cornelis Calkoen op weg naar de audiëntie bij sultan Ahmed III | 1727-1730     |            |
| SK-A-4077        | Jean Baptiste Vanmour                              | De maaltijd aangeboden aan ambassadeur Cornelis Calkoen | 1727-1730     |            |
| SK-A-4078        | Jean Baptiste Vanmour                              | Ambassadeur Cornelis Calkoen op audiëntie bij sultan Ahmed III | 1727-1730     |            |
| SK-A-2013        | Jean Baptiste Vanmour                              | Sultan Ahmed III | Ca. 1727-1730 |            |
| SK-A-2017        | Jean Baptiste Vanmour                              | De grootvizier Nevşehirli Damat Ĭbrahim Pasa | Ca. 1727-1730 |            |
| SK-A-2022        | Jean Baptiste Vanmour                              | De kazasker, rechter | Ca. 1727-1730 |            |
| SK-A-2023        | Jean Baptiste Vanmour                              | De moefti, hoofd van de religieuze zaken | Ca. 1727-1737 |            |
| SK-A-2024        | Jean Baptiste Vanmour                              | De reis effendi, hoofd van de kanselarij | Ca. 1727-1730 |            |
| SK-A-2026        | Jean Baptiste Vanmour                              | Mehmet, de vizir kâhyasi | Ca. 1727-1730 |            |
| SK-A-2012        | Jean Baptiste Vanmour                              | De moord op Patrona Halil en zijn volgelingen | 1730-1737     |            |
| SK-A-2014        | Jean Baptiste Vanmour                              | Sultan Mahmud I | 1730-1737     |            |
| SK-A-4082        | Jean Baptiste Vanmour                              | Patrona Halil | Ca. 1730-1737 |            |
| SK-A-2015        | Atelier van Jean Baptiste Vanmour                  | Sultan Ahmed III | 1700-1737     |            |
| SK-A-2016        | Atelier van Jean Baptiste Vanmour                  | De sultane-moeder | 1700-1737     |            |
| SK-A-2018        | Atelier van Jean Baptiste Vanmour                  | De grootvizier | 1700-1737     |            |
| SK-A-2019        | Atelier van Jean Baptiste Vanmour                  | De Kislar Aghassi, hoofd der zwarte eunuchen | 1700-1737     |            |
| SK-A-2020        | Atelier van Jean Baptiste Vanmour                  | De Capou Aghassi, hoofd der blanke eunuchen | 1700-1737     |            |
| SK-A-2021        | Atelier van Jean Baptiste Vanmour                  | De Capoudji Bachi, opperdeurbewaarder van het Serail | 1700-1737     |            |
| SK-A-2025        | Atelier van Jean Baptiste Vanmour                  | Aga, opperbevelhebber der Janitsaren | 1700-1737     |            |
| SK-A-2027        | Atelier van Jean Baptiste Vanmour                  | Een soldaat van de Janitsaren | 1700-1737     |            |
| SK-A-2028        | Atelier van Jean Baptiste Vanmour                  | De Seliktar Aghassi, opperwapendrager van de sultan | 1700-1737     |            |
| SK-A-2029        | Atelier van Jean Baptiste Vanmour                  | Een Tchavouch, een boodschapper van de sultan | 1700-1737     |            |
| SK-A-2030        | Atelier van Jean Baptiste Vanmour                  | Derwisj | 1700-1737     |            |
| SK-A-2031        | Atelier van Jean Baptiste Vanmour                  | De Tchavouch Bachi | 1700-1737     |            |
| SK-A-2032        | Atelier van Jean Baptiste Vanmour                  | Tchoadar, dienaar van de ambassadeur | 1700-1737     |            |
| SK-A-2033        | Atelier van Jean Baptiste Vanmour                  | Man van het eiland Patmos | 1700-1737     |            |
| SK-A-2034        | Atelier van Jean Baptiste Vanmour                  | Vrouw van het eiland Patmos | 1700-1737     |            |
| SK-A-2035        | Atelier van Jean Baptiste Vanmour                  | Man van het eiland Tinos | 1700-1737     |            |
| SK-A-2036        | Atelier van Jean Baptiste Vanmour                  | Vrouw van het eiland Tinos | 1700-1737     |            |
| SK-A-2037        | Atelier van Jean Baptiste Vanmour                  | Man van het eiland Mykonos | 1700-1737     |            |
| SK-A-2038        | Atelier van Jean Baptiste Vanmour                  | Vrouw van het eiland Mykonos | 1700-1737     |            |
| SK-A-2039        | Atelier van Jean Baptiste Vanmour                  | Man van het eiland Serifos | 1700-1737     |            |
| SK-A-2040        | Atelier van Jean Baptiste Vanmour                  | Albanese herder | 1700-1737     |            |
| SK-A-2043        | Atelier van Jean Baptiste Vanmour                  | Griekse geestelijke | 1700-1737     |            |
| SK-A-2044        | Atelier van Jean Baptiste Vanmour                  | Joodse geldwisselaar | 1700-1737     |            |
| SK-A-2045        | Atelier van Jean Baptiste Vanmour                  | Albanees soldaat | 1700-1737     |            |
| SK-A-2046        | Atelier van Jean Baptiste Vanmour                  | Een Albanese zeeman | 1700-1737     |            |
| SK-A-2047        | Atelier van Jean Baptiste Vanmour                  | Man van het eiland Kythnos (Thermia) | 1700-1737     |            |
| SK-A-2048        | Atelier van Jean Baptiste Vanmour                  | Vrouw van het eiland Kythnos (Thermia) | 1700-1737     |            |
| SK-A-2049        | Atelier van Jean Baptiste Vanmour                  | Man van de Albanese kust | 1700-1737     |            |
| SK-A-2050        | Atelier van Jean Baptiste Vanmour                  | Vrouw van de Albanese kust | 1700-1737     |            |
| SK-A-2051        | Atelier van Jean Baptiste Vanmour                  | Bulgaar van de kust | 1700-1737     |            |
| SK-A-2052        | Atelier van Jean Baptiste Vanmour                  | Bulgaarse vrouw | 1700-1737     |            |
| SK-A-1997        | Atelier van Jean Baptiste Vanmour                  | Een ambassadegebouw in Pera | 1720-1744     |            |
| SK-C-1345        | Toegeschreven aan Raffaello Vanni                  | De heilige familie | 1640-1660     |            |
| SK-C-1753        | Georges Vantongerloo                               | Composition vert-rouge-bleu-violet-jaune-noir | 1937          |            |
| SK-A-1594        | Balthasar van der Veen                             | Gezicht op de stad Haarlem over het Spaarne bij de Eendjespoort | 1650-1659     |            |
| SK-A-3911        | Otto van Veen                                      | De uitdeling van haring en wittebrood na de opheffing van het beleg van Leiden, 3 oktober 1574 | 1574-1629     |            |
| SK-A-421         | Otto van Veen                                      | De onthoofding van Julius Paulus en de gevangenneming van Claudius Civilis Zie De opstand van de Bataven tegen de Romeinen in twaalf taferelen                                                     | 1600-1613     |            |
| SK-A-422         | Otto van Veen                                      | De samenzwering van Claudius Civilis met de Bataven in het Schakerbos Zie De opstand van de Bataven tegen de Romeinen in twaalf taferelen                                                          | 1600-1613     |            |
| SK-A-423         | Otto van Veen                                      | Brinio op het schild geheven Zie De opstand van de Bataven tegen de Romeinen in twaalf taferelen                                                                                                   | 1600-1613     |            |
| SK-A-424         | Otto van Veen                                      | De Bataven verslaan de Romeinen bij de Rijn Zie De opstand van de Bataven tegen de Romeinen in twaalf taferelen                                                                                    | 1600-1613     |            |
| SK-A-425         | Otto van Veen                                      | De Bataven sluiten de Romeinen bij Vetera in Zie De opstand van de Bataven tegen de Romeinen in twaalf taferelen                                                                                   | 1600-1613     |            |
| SK-A-426         | Otto van Veen                                      | De Bataafse belegering van het Romeinse legerkamp Vetera Zie De opstand van de Bataven tegen de Romeinen in twaalf taferelen                                                                       | 1600-1613     |            |
| SK-A-427         | Otto van Veen                                      | Na de val van Vetera laat Claudius Civilis zijn haar knippen, terwijl zijn zoontje enige gevangenen doodt Zie De opstand van de Bataven tegen de Romeinen in twaalf taferelen                      | 1600-1613     |            |
| SK-A-428         | Otto van Veen                                      | De bijeenkomst van de Galliërs te Reims Zie De opstand van de Bataven tegen de Romeinen in twaalf taferelen                                                                                        | 1600-1613     |            |
| SK-A-429         | Otto van Veen                                      | Valentinus wordt krijgsgevangen gemaakt Zie De opstand van de Bataven tegen de Romeinen in twaalf taferelen                                                                                        | 1600-1613     |            |
| SK-A-430         | Otto van Veen                                      | Een avondmaal in een bos: ongeïdentificeerde voorstelling Zie De opstand van de Bataven tegen de Romeinen in twaalf taferelen                                                                      | 1600-1613     |            |
| SK-A-431         | Otto van Veen                                      | De Romeinen onder Cerealis verslaan Claudius Civilis door het verraad van een Bataaf Zie De opstand van de Bataven tegen de Romeinen in twaalf taferelen                                           | 1600-1613     |            |
| SK-A-432         | Otto van Veen                                      | De vredesonderhandelingen tussen Claudius Civilis en de Romeinse aanvoerder Cerealis Zie De opstand van de Bataven tegen de Romeinen in twaalf taferelen                                           | 1600-1613     |            |
| SK-A-444         | Adriaen van de Velde                               | Heuvelachtig landschap met hoge weg | 1660-1672     |            |
| SK-C-250         | Adriaen van de Velde                               | Bergachtig landschap met vee | 1663          |            |
| SK-A-2343        | Adriaen van de Velde                               | Arcadisch landschap met rustende herders en vee | 1664          |            |
| SK-A-442         | Adriaen van de Velde                               | Het ponteveer | 1666          |            |
| SK-C-248         | Adriaen van de Velde                               | Echtpaar in landschap | 1667          |            |
| SK-A-2688        | Adriaen van de Velde                               | De verkondiging aan Maria | 1667          |            |
| SK-C-249         | Adriaen van de Velde                               | De jachtpartij | 1669          |            |
| SK-A-443         | Adriaen van de Velde                               | De hut | 1671          |            |
| SK-A-1765        | Esaias van de Velde                                | Voornaam gezelschap, dinerend in de buitenlucht | 1615          |            |
| SK-C-1533        | Esaias van de Velde                                | De overval | 1616          |            |
| SK-A-1293        | Esaias van de Velde                                | Het ponteveer | 1622          |            |
| SK-A-1764        | Esaias van de Velde                                | Duinlandschap | 1629          |            |
| NG-2007-29       | Henry Van de Velde                                 | De overwinnaar | Ca. 1942-1943 |            |
| SK-A-3241        | Toegeschreven aan Jan van de Velde (II)            | Winterlandschap | Ca. 1620-1630 |            |
| SK-A-2362        | Jan van de Velde (III)                             | Stilleven met hoog bierglas | 1647          |            |
| SK-C-1403        | Jan van de Velde (III)                             | Stilleven met roemer, fluit, aarden kruik en pijpen | 1651          |            |
| SK-A-3988        | Jan van de Velde (III)                             | Stilleven met roemer, fluit, aarden kruik en pijpen | 1651          |            |
| SK-A-1766        | Jan van de Velde (III)                             | Stilleven met roemer, bierglas en pijp | 1658          |            |
| SK-A-307         | Peter van de Velde                                 | Het verbranden van de Engelse vloot voor Chatham, 20 juni 1667 | 1667-1700     |            |
| SK-A-3271        | Peter van de Velde                                 | Zeeslag bij Elseneur in de Sont tussen de Hollandse en de Zweedse vloot, 8 november 1658 | 1670-1679     |            |
| SK-A-1390        | Willem van de Velde (I)                            | Zeegezicht met Hollandse oorlogsschepen | 1630-1670     |            |
| SK-A-3117        | Willem van de Velde (I)                            | Schepen na de slag | 1630-1672     |            |
| SK-A-1365        | Willem van de Velde (I)                            | De zeeslag bij Terheide | 1657          |            |
| SK-A-1388        | Willem van de Velde (I)                            | Episode uit de slag in het Sont tussen de Hollandse en Zweedse vloot, 8 november 1658 | 1658-1693     |            |
| SK-A-1362        | Willem van de Velde (I)                            | De zeeslag tegen de Spanjaarden bij Duinkerken | 1659          |            |
| SK-A-1363        | Willem van de Velde (I)                            | De zeeslag tegen de Spaanse Armada bij Duins | 1659          |            |
| SK-A-1364        | Willem van de Velde (I)                            | De zeeslag bij Livorno | 1659-1693     |            |
| SK-A-1385        | Willem van de Velde (I)                            | Het Prinsenjacht en het Statenjacht, vermoedelijk de komst van Karel II van Engeland afwachtend bij Moerdijk, 1660                                                                                 | 1660-1693     |            |
| SK-A-1589        | Willem van de Velde (I)                            | Het Prinsenjacht en het Statenjacht verlaten Moerdijk met Karel II van Engeland aan boord, 1660 | 1660-1693     |            |
| SK-A-1973        | Willem van de Velde (I)                            | Episode uit de slag in de Sont tussen de Hollandse en de Zweedse vloot, 8 november 1658 | 1665          |            |
| SK-A-1392        | Willem van de Velde (I)                            | Episode uit de Vierdaagse Zeeslag, 11-14 juni 1666, in de Tweede Engelse Zeeoorlog (1665-1667) | 1666-1672     |            |
| SK-A-4289        | Willem van de Velde (I)                            | De krijgsraad aan boord van de Zeven Provinciën, het admiraalsschip van Michiel Adriaensz de Ruyter, 10 juni 1666, voorafgaande aan de vierdaagse zeeslag, episode uit de Tweede Engelse Zeeoorlog | 1666-1693     |            |
| SK-A-840         | Willem van de Velde (I)                            | Episode uit de vierdaagse zeeslag, 11-14 juni 1666, in de Tweede Engelse Zeeoorlog (1665-67) | 1668          |            |
| SK-A-1384        | Willem van de Velde (I)                            | De mislukte aanslag van de Engelsen op de retourvloot in de haven van Bergen (Noorwegen), 12 augustus 1665: episode uit de Tweede Engelse Zeeoorlog (1665-67)                                      | 1669          |            |
| SK-C-1700        | Willem van de Velde (I)                            | Ontmoeting tussen het Engelse schip Prince en het Nederlandse schip Gouden Leeuw | 1689          |            |
| SK-A-1467        | Toegeschreven aan Willem van de Velde (I)          | Episode uit de zeeslag in de Sont tussen de Hollandse en de Zweedse vloten, 8 november 1658 | 1658-1693     |            |
| SK-A-436         | Willem van de Velde (II)                           | Windstilte | 1650-1707     |            |
| SK-A-437         | Willem van de Velde (II)                           | Havengezicht | 1650-1707     |            |
| SK-A-722         | Willem van de Velde (II)                           | Schepen voor de kust tijdens windstilte | 1650-1707     |            |
| SK-A-723         | Willem van de Velde (II)                           | Schepen voor de kust bij flinke bries | 1650-1707     |            |
| SK-A-3350        | Willem van de Velde (II)                           | Schepen voor anker | 1650-1707     |            |
| SK-C-247         | Willem van de Velde (II)                           | Vissersschepen aan het strand | 1650-1707     |            |
| SK-C-245         | Willem van de Velde (II)                           | Schepen onder de kust voor anker | 1660          |            |
| SK-C-1707        | Willem van de Velde (II)                           | Hollandse schepen op een kalme zee | Ca. 1665      |            |
| SK-A-439         | Willem van de Velde (II)                           | Veroverde Engelse schepen na de Vierdaagse Zeeslag | Ca. 1666      |            |
| SK-C-1743        | Willem van de Velde (II)                           | De overgave van de Royal Prince | Ca. 1670      |            |
| SK-A-438         | Willem van de Velde (II)                           | De verovering van de Royal Prince | Ca. 1670      |            |
| SK-A-440         | Willem van de Velde (II)                           | Schepen voor de kust | 1670-1707     |            |
| SK-A-2393        | Willem van de Velde (II)                           | Nachtelijk gevecht tussen Cornelis Tromp op de Gouden Leeuw en Sir Edward Spragg op de Royal Prince tijdens de zeeslag bij Kijkduin, 21 augustus 1673                                              | Ca. 1675      |            |
| SK-A-1848        | Willem van de Velde (II)                           | Een schip in volle zee bij vliegende storm, bekend als 'De windstoot' | Ca. 1680      |            |
| SK-C-244         | Willem van de Velde (II)                           | Het kanonschot | Ca. 1680      |            |
| SK-C-7           | Willem van de Velde (II)                           | Het voormalige vlaggeschip van Cornelis Tromp de 'Gouden Leeuw' op het IJ voor Amsterdam | 1686          |            |
| SK-A-1716        | Willem van de Velde (II)                           | Het gevecht van Michiel Adriaensz de Ruyter tegen de hertog van York op de 'Royal Prince' tijdens de zeeslag bij Solebay, 7 juni 1672: episode uit de Derde Engelse Zeeoorlog (1672-74)            | 1691          |            |
| SK-C-246         | Atelier van Willem van de Velde (II)               | Schepen voor de kust bij straffe wind | Ca. 1660      |            |
| SK-A-44          | Ferdinand Bol en mogelijk Willem van de Velde (II) | Portret van Michiel de Ruyter | 1667          |            |
| SK-A-1180        | Petrus van der Velden                              | Dubbel-blank | 1879-1880     |            |
| SK-A-3825        | Henry van Velthuysen                               | Portret van Jan Willem Meyer Ranneft | 1929-1950     |            |
| SK-A-1296        | Toegeschreven aan Antonio da Vendri                | Het oordeel van Paris | 1500-1524     |            |
| SK-A-447         | Adriaen van de Venne                               | De zielenvisserij | 1614          |            |
| SK-A-1767        | Adriaen van de Venne                               | Landschap met figuren en een dorpskermis | 1615          |            |
| SK-A-1775        | Adriaen van de Venne                               | Het vertrek van een hoogwaardigheidsbekleder uit Middelburg | 1615          |            |
| SK-A-1776        | Adriaen van de Venne                               | Portret van de prinsen Maurits (1567-1625) en Frederik Hendrik (1584-1647) | 1615-1625     |            |
| SK-A-676         | Adriaen van de Venne                               | Prins Maurits en Frederik Hendrik op de paardenmarkt van Valkenburg | 1618          |            |
| SK-A-446         | Adriaen van de Venne                               | Stadhouder prins Maurits op zijn praalbed | 1625          |            |
| SK-A-1768        | Adriaen van de Venne                               | Schaatsenrijders | 1625          |            |
| SK-A-1772        | Adriaen van de Venne                               | Lente Zie De vier jaargetijden | 1625          |            |
| SK-A-1771        | Adriaen van de Venne                               | Zomer Zie De vier jaargetijden | 1625          |            |
| SK-A-1773        | Adriaen van de Venne                               | Herfst Zie De vier jaargetijden | 1625          |            |
| SK-A-1774        | Adriaen van de Venne                               | Winter Zie De vier jaargetijden | 1625          |            |
| SK-A-1931        | Adriaen van de Venne                               | Boerenvastenavond | 1625          |            |
| SK-A-958         | Adriaen van de Venne                               | Frederick V (1596-1632), keurvorst van de Palts, koning van Bohemen, en zijn echtgenote Elisabeth Stuart (1596-1662) te paard                                                                      | 1626-1628     |            |
| SK-C-606         | Adriaen van de Venne                               | All-arm | 1631          |            |
| SK-C-607         | Adriaen van de Venne                               | Jammerlijck | 1631          |            |
| SK-C-609         | Adriaen van de Venne                               | Boerendans | 1631          |            |
| SK-A-1770        | Adriaen van de Venne                               | Ellenden-eind | 1632          |            |
| SK-A-1769        | Adriaen van de Venne                               | Musicerend gezelschap | Ca. 1635-1645 |            |
| SK-C-1343        | Adriaen van de Venne                               | Allegorie op het stadhouderschap van prins Frederik Hendrik | 1642          |            |
| SK-A-959         | Trant van Adriaen van de Venne                     | Boudewijn van Heusden (?-870) en zijn echtgenote Sophia, ontvangen eerbewijzen van de gezant van koning Edmund                                                                                     | Ca. 1626      |            |
| SK-A-434         | Navolger van Adriaen van de Venne                  | Satirische voorstelling op de Hollandse politiek omstreeks 1619 | Ca. 1619-1620 |            |
| SK-A-445         | Navolger van Adriaen van de Venne                  | Prins Maurits vergezeld door zijn twee broeders, Frederik V, keurvorst van de Palts en enkele graven van Nassau te paard                                                                           | Ca. 1625      |            |
| SK-A-3443        | Omgeving van Marcello Venusti                      | De verkondiging aan Maria | 1550-1570     |            |
| SK-A-1150        | Eugène Verboeckhoven                               | Landschap met herder en vee bij een boom | 1824          |            |
| SK-A-1151        | Eugène Verboeckhoven                               | Landschap met herder en vee | 1825          |            |
| SK-A-1149        | Eugène Verboeckhoven                               | Hongerige wolven overvallen een groep ruiters | 1836          |            |
| SK-A-3521        | Eugène Verboeckhoven en Johann Bernhard Klombeck   | Winters bosgezicht | 1863          |            |
| SK-A-47          | Adriaen Hendriksz. Verboom                         | Bosgezicht | 1653          |            |
| SK-C-24          | Herman Verelst                                     | Portretten van een man en een vrouw | 1667          |            |
| SK-C-25          | Herman Verelst                                     | Portretten van een man en een vrouw | 1667          |            |
| SK-A-3351        | Pieter Hermansz. Verelst                           | De haringeter | 1628-1650     |            |
| SK-A-2206        | Pieter Hermansz. Verelst                           | Drinkende boeren in een schuur | Ca. 1628-1650 |            |
| SK-A-3105        | Toegeschreven aan het atelier van Pablo Vergós     | Calvarieberg | 1475-1499     |            |
| SK-A-989         | Dirck Verhaert                                     | Rivierlandschap | 1630-1675     |            |
| SK-A-5094        | Jan Hendrik Verheijen                              | Marktscène met een tentoonstelling van de wonderen uit de nieuwe wereld | 1820          |            |
| SK-A-814         | Mattheus Verheyden                                 | Portretten van Joan van Riebeeck en Charlotte Maria Leidecker | 1715-1735     |            |
| SK-A-815         | Mattheus Verheyden                                 | Portretten van Joan van Riebeeck en Charlotte Maria Leidecker | 1722-1735     |            |
| SK-A-1672        | Mattheus Verheyden                                 | Portret van François van Aerssen, heer van Sommelsdijk | 1728          |            |
| SK-A-1438        | Mattheus Verheyden                                 | Portretten van Coenraad van Heemskerck, graaf van het Heilige Roomse Rijk, heer van Achttienhoven en Den Bosch, en Agnes Margaretha Albinus                                                        | 1750          |            |
| SK-A-1437        | Mattheus Verheyden                                 | Portretten van Coenraad van Heemskerck, graaf van het Heilige Roomse Rijk, heer van Achttienhoven en Den Bosch, en Agnes Margaretha Albinus                                                        | 1750          |            |
| SK-A-816         | Mattheus Verheyden                                 | Portretten van Gerard Cornelis van Riebeeck en Charlotte Beatrix Strick van Linschoten | Ca. 1755      |            |
| SK-A-817         | Mattheus Verheyden                                 | Portretten van Gerard Cornelis van Riebeeck en Charlotte Beatrix Strick van Linschoten | Ca. 1755      |            |
| SK-A-819         | Mattheus Verheyden                                 | Portretten van Willem Kettingh en Maria Hartmansdr de Custere | Ca. 1755      |            |
| SK-A-820         | Mattheus Verheyden                                 | Portretten van Willem Kettingh en Maria Hartmansdr de Custere | Ca. 1755      |            |
| SK-A-830         | Albertus Verhoessen                                | Een haan met hennen en kuikens | 1855          |            |
| SK-A-5051        | Jan Verkade                                        | Herinnering | 1893          |            |
| SK-A-5076        | Emo Verkerk                                        | Early to Bed (Stan Laurel) | 1984          |            |
| SK-A-1470        | Jan Verkolje (I)                                   | Portret van een man, misschien een zelfportret | 1670-1693     |            |
| SK-A-721         | Jan Verkolje (I)                                   | Musicerend gezelschap | 1673          |            |
| SK-A-957         | Jan Verkolje (I)                                   | Portret van Anthonie van Leeuwenhoek | 1680-1686     |            |
| SK-A-2200        | Jan Verkolje (I)                                   | Portret van Margaretha Verkolje | 1682          |            |
| SK-A-1414        | Jan Verkolje (I)                                   | Portretten van een man en een vrouw | 1685          |            |
| SK-A-1415        | Jan Verkolje (I)                                   | Portretten van een man en een vrouw | 1685          |            |
| SK-A-4290        | Nicolaas Verkolje                                  | Allegorische voorstelling van de Amsterdamse Kamer van de Verenigde Oost-Indische Compagnie | 1702-1746     |            |
| SK-A-813         | Nicolaas Verkolje                                  | Portret van Elisabeth van Riebeeck | 1710-1723     |            |
| SK-A-4967        | Nicolaas Verkolje                                  | De roof van Europa | Ca. 1735-1740 |            |
| SK-C-1658        | Nicolaas Verkolje                                  | Portret van David van Mollem met zijn familie | 1740          |            |
| SK-A-5040        | Toegeschreven aan Nicolaas Verkolje                | De hengelaars | 1730-1746     |            |
| SK-A-5041        | Toegeschreven aan Nicolaas Verkolje                | De vogelaars | 1730-1746     |            |
| SK-A-2287        | Karel Verlat                                       | Strijd op leven en dood | Ca. 1860-1888 |            |
| SK-A-2860        | Johannes Vermeer                                   | Het straatje | Ca. 1657-1658 |            |
| SK-A-2344        | Johannes Vermeer                                   | Het melkmeisje | Ca. 1660      |            |
| SK-C-251         | Johannes Vermeer                                   | Brieflezende vrouw in het blauw | Ca. 1662-1663 |            |
| SK-A-1595        | Johannes Vermeer                                   | De liefdesbrief | Ca. 1667-1670 |            |
| SK-A-2351        | Jan Vermeer van Haarlem (I)                        | Landschap met boerderij | 1648          |            |
| SK-A-248         | Jan Vermeer van Haarlem (II)                       | De slapende herder | 1678          |            |
| SK-C-252         | Andries Vermeulen                                  | Sledevaart op het ijs | 1790-1814     |            |
| SK-C-1701        | Jan Cornelisz. Vermeyen                            | De hHeilige familie | Ca. 1528-1530 |            |
| SK-A-4069        | Jan Cornelisz. Vermeyen                            | Portret van Erard de la Marck | Ca. 1528-1530 |            |
| SK-A-4820        | Jan Cornelisz. Vermeyen                            | De bruiloft in Kana | Ca. 1530-1532 |            |
| SK-A-164         | Trant van Jan Cornelisz. Vermeyen                  | Portret van Karel V, keizer van het Heilige Roomse Rijk | Ca. 1530      |            |
| SK-A-3910        | Horace Vernet                                      | Keizer Napoleon I en zijn staf te paard | 1810-1850     |            |
| SK-C-1437        | Paolo Veronese                                     | Portret van Daniele Barbaro | 1556-1567     |            |
| SK-A-4011        | Paolo Veronese                                     | Portret van Daniele Barbaro | 1556-1567     |            |
| SK-A-2515        | Naar Paolo Veronese                                | Het visioen van de heilige Helena | 1560-1600     |            |
| SK-A-3444        | Atelier van Paolo Veronese                         | De heilige familie met de kleine Johannes | 1550-1575     |            |
| SK-A-3445        | Navolger van Paolo Veronese                        | De keuze tussen deugd en hartstocht | 1590-1680     |            |
| SK-A-448         | Lieve Verschuier                                   | De aankomst van koning Karel II van Engeland te Rotterdam, 24 mei 1660 | 1660-1665     |            |
| SK-A-449         | Lieve Verschuier                                   | Het kielhalen van de scheepschirurgijn van admiraal Jan van Nes | 1660-1686     |            |
| SK-C-253         | Lieve Verschuier                                   | Het kalefateren van een schip | 1660-1686     |            |
| SK-C-541         | Wouterus Verschuur                                 | Tafereel uit de Tiendaagse Veldtocht tegen de in opstand gekomen Belgen, augustus 1831 | 1831-1835     |            |
| SK-C-254         | Wouterus Verschuur                                 | Een harddraverij te Zaandam | 1838          |            |
| SK-C-1650        | Wouterus Verschuur                                 | Interieur van een stal met paarden en figuren | 1850-1874     |            |
| SK-A-1152        | Wouterus Verschuur                                 | Paarden in de weide tijdens buiig weer | 1870-1873     |            |
| SK-A-380         | Johannes Cornelisz. Verspronck                     | Portret van Pieter Jacobsz. Schout | 1641          |            |
| SK-A-3064        | Johannes Cornelisz. Verspronck                     | Portret van een meisje in het blauw | 1641          |            |
| SK-A-4998        | Johannes Cornelisz. Verspronck                     | Portret van Adriana Croes | 1644          |            |
| SK-A-3352        | Johannes Cornelisz. Verspronck                     | Portret van een man | 1646          |            |
| SK-A-1253        | Johannes Cornelisz. Verspronck                     | Portret van Johan van Schoterbosch | 1647          |            |
| SK-C-1414        | Johannes Cornelisz. Verspronck                     | Portretten van Eduard Wallis en Maria van Strijp | 1652          |            |
| SK-A-4999        | Johannes Cornelisz. Verspronck                     | Portretten van Eduard Wallis en Maria van Strijp | 1652          |            |
| SK-C-1415        | Johannes Cornelisz. Verspronck                     | Portretten van Eduard Wallis en Maria van Strijp | 1652          |            |
| SK-A-5000        | Johannes Cornelisz. Verspronck                     | Portretten van Eduard Wallis en Maria van Strijp | 1652          |            |
| SK-A-4997        | Johannes Cornelisz. Verspronck                     | Portret van Dirck, Johannes of Jacobus Wallis | 1653          |            |
| SK-A-1565        | Michiel Versteegh                                  | De avondschool | 1786          |            |
| SK-C-255         | Michiel Versteegh                                  | Musicerend gezelschap bij kaarslicht | 1786-1820     |            |
| SK-C-256         | Michiel Versteegh                                  | Een vrouw in een keuken bij het licht van een olielamp | 1830          |            |
| SK-C-1773        | Floris Verster                                     | Bloemen en bladeren | 1888          |            |
| SK-A-4912        | Floris Verster                                     | Anemonen | 1888          |            |
| SK-C-1661        | Floris Verster                                     | Stilleven met pioenen | 1889          |            |
| SK-A-2941        | Floris Verster                                     | Stilleven met zinnia's in een gemberpot | 1910          |            |
| SK-A-4969        | Daniel Vertangen                                   | Portretten van Jan Valckenburgh en Dina Lems | Ca. 1660      |            |
| SK-A-4970        | Daniel Vertangen                                   | Portretten van Jan Valckenburgh en Dina Lems | Ca. 1660      |            |
| SK-A-1562        | Petrus Gerardus Vertin                             | De Koepoort te Delft | 1850-1892     |            |
| SK-A-1153        | Salomon Leonardus Verveer                          | Stadsgezicht, geïnspireerd op de Kolksluis te Amsterdam | 1839          |            |
| SK-A-1154        | Salomon Verveer                                    | Strandgezicht bij Noordwijk aan Zee | 1865          |            |
| SK-A-1155        | Frans Vervloet                                     | Interieur van de Sint Pieterskerk te Rome | 1824          |            |
| SK-A-603         | Abraham de Verwer                                  | De slag op de Zuiderzee, 6 oktober 1573 | 1621          |            |
| SK-C-453         | Toegeschreven aan Abraham de Verwer                | Een Amsterdamse Oost-Indiëvaarder | 1625-1650     |            |
| SK-A-450         | François Verwilt                                   | Het zoontje van admiraal van Nes | 1669          |            |
| SK-A-3500        | Toegeschreven aan François Verwilt                 | Een man dansend met een hond | Ca. 1640-1660 |            |
| SK-A-4862        | Jan Veth                                           | Portret van Cornelia, Clara en Johanna Veth | 1885          |            |
| SK-C-1680        | Jan Veth                                           | Portret van Albert Verwey | 1885          |            |
| SK-A-2124        | Jan Veth                                           | Portret van Johannes Martinus Messchaert | 1903          |            |
| SK-A-2138        | Jan Veth                                           | Portret van Johan Philip van der Kellen | 1904          |            |
| SK-A-3449        | Jan Veth                                           | Portret van Ds. P.H. Hugenholtz II, oprichter van de Vrije Gemeente | 1908          |            |
| SK-A-3837        | Jan Veth                                           | Portret van koningin Emma | 1918          |            |
| SK-A-4893        | Jan Veth                                           | Portret van Isaac de Bruijn | 1922          |            |
| SK-A-1475        | Hendrik Vettewinkel                                | Schepen op een rivier bij een lichtbaken | 1847          |            |
| SK-A-1557        | Paulus van Vianen (II)                             | Rust op de vlucht naar Egypte | 1643          |            |
| SK-C-1542        | Joseph Pierre Vianey                               | Allegorie op de vrije liefde: een heer, een monnik en een bedelaar sprekend met twee vissers die een vrouw in een net gevangen hebben                                                              | 1761          |            |
| SK-A-1674        | Jacomo Victors                                     | Een haan met kippen, duiven en een marmot | 1674          |            |
| SK-A-451         | Jan Victors                                        | Jozef legt de bakker en de schenker hun dromen uit | 1648          |            |
| SK-C-259         | Jan Victors                                        | De varkensslachter | 1648          |            |
| SK-A-2345        | Jan Victors                                        | Groentewinkel De Buyskool | 1654          |            |
| SK-A-4068        | Claude Vignon                                      | Christus draagt Petrus op: 'Weid mijn schapen' | 1624          |            |
| SK-A-3931        | François-André Vincent                             | Portret van een man | 1795          |            |
| SK-A-2401        | David Vinckboons                                   | De liereman | Ca. 1606-1610 |            |
| SK-A-2109        | David Vinckboons                                   | De buitenpartij | Ca. 1610      |            |
| SK-A-1782        | David Vinckboons                                   | Johannes de Doper predikend | Ca. 1610      |            |
| SK-A-1351        | Atelier van David Vinckboons                       | Boerenverdriet en Boerenvreugd | Ca. 1619-1631 |            |
| SK-A-1352        | Atelier van David Vinckboons                       | Boerenverdriet en Boerenvreugd | Ca. 1619-1631 |            |
| SK-A-4471        | Toegeschreven aan Johannes Vingboons               | Gezicht op Cochin aan de kust van Malabar in India | Ca. 1662-1663 |            |
| SK-A-4472        | Toegeschreven aan Johannes Vingboons               | Gezicht op Cananor aan de kust van Malabar in India | Ca. 1662-1663 |            |
| SK-A-4473        | Toegeschreven aan Johannes Vingboons               | Gezicht op de stad Raiebagh in Visiapoer, India | Ca. 1662-1663 |            |
| SK-A-4474        | Toegeschreven aan Johannes Vingboons               | Gezicht op Kanton in China | Ca. 1662-1663 |            |
| SK-A-4475        | Toegeschreven aan Johannes Vingboons               | Gezicht op het Hollandse handelskantoor in Lawec in Cambodja | Ca. 1662-1663 |            |
| SK-A-4476        | Toegeschreven aan Johannes Vingboons               | Gezicht op Banda, zuidelijke Molukken | Ca. 1662-1663 |            |
| SK-A-4477        | Toegeschreven aan Johannes Vingboons               | Gezicht op Iudea (Ayutthaya), de hoofdstad van Siam | Ca. 1662-1663 |            |
| SK-A-4235        | Toegeschreven aan Bartolomeo Vivarini              | De heiligen Cosmas en Damianus | 1460-1480     |            |
| SK-C-1438        | Toegeschreven aan Bartolomeo Vivarini              | De heiligen Cosmas en Damianus | 1465-1480     |            |
| SK-A-4012        | Toegeschreven aan Bartolomeo Vivarini              | De heiligen Cosmas en Damianus | 1465-1480     |            |
| SK-A-4016        | Naar Joseph Vivien                                 | Maximiliaan II Maria Emanuel (1662-1726). Keurvorst van Beieren, in de slag bij Mohacs tegen de Turken                                                                                             | 1710-1750     |            |
| SK-A-454         | Simon de Vlieger                                   | De slag op het Slaak tussen de Nederlandse en Spaanse vloten in de nacht van 12 op 13 september 1631                                                                                               | 1633          |            |
| SK-A-1981        | Simon de Vlieger                                   | De thuiskomst van de valkenier | 1637          |            |
| SK-A-1777        | Toegeschreven aan Simon de Vlieger                 | Strand met vissers | 1630-1653     |            |
| SK-A-2086        | Toegeschreven aan Simon de Vlieger                 | Rotsachtige kust | 1630-1653     |            |
| SK-A-2531        | Hendrick Cornelisz. van Vliet                      | Portret van een vrouw | 1650          |            |
| SK-A-455         | Hendrick Cornelisz. van Vliet                      | Gezicht in de Oude Kerk te Delft | 1654          |            |
| SK-A-1971        | Toegeschreven aan Hendrick Cornelisz. van Vliet    | Interieur van de Oude Kerk te Delft met de graftombe van Pieter Pietersz Heijn, luitenant-admiraal van Holland                                                                                     | 1640-1660     |            |
| SK-A-1343        | Toegeschreven aan Hendrick Cornelisz. van Vliet    | Portret van een vrouw | 1663          |            |
| SK-C-890         | Willem van der Vliet                               | Portret van een jongetje | 1638          |            |
| SK-A-2577        | Willem van der Vliet                               | Portret van een jongetje | 1638          |            |